# Prodecatoma thoracica
Prodecatoma thoracica är en stekelart som beskrevs av William Harris Ashmead 1904. Prodecatoma thoracica ingår i släktet Prodecatoma och familjen kragglanssteklar. Inga underarter finns listade i Catalogue of Life.